# Gerard McBurney
Gerard McBurney (Cambridge, 20 giugno 1954) è un compositore, arrangiatore, docente, scrittore e presentatore radiofonico britannico.

## Biografia
Nato a Cambridge, in Inghilterra, è figlio di Charles McBurney, un archeologo americano e di Anne Francis Edmondstone (nata Charles), che era una segretaria britannica} di origini inglesi, scozzesi e irlandesi. Il fratello minore di Gerard è Simon McBurney, attore, scrittore e regista inglese.
Gerard ha studiato al Winchester College, al Corpus Christi College, Cambridge, dove insegna letteratura inglese, e al Conservatorio di Mosca. Per molti anni è vissuto a Londra, insegnando prima al London College of Music e successivamente, per 12 anni, alla Royal Academy of Music. Ha anche lavorato come consulente artistico con varie orchestre, artisti e presentatori tra cui The Hallé, Complicite e il Lincoln Center.
Nel settembre 2006 è stato nominato Consigliere per la programmazione artistica della Chicago Symphony Orchestra e direttore creativo della serie multimediale della CSO Beyond the Score.

### Serie multimediale
- Bartók – Il mandarino meraviglioso Archiviato il 22 ottobre 2011 in Internet Archive. 2006
- Mozart – Concerto per pianoforte n. 27, K.595 Archiviato il 31 marzo 2012 in Internet Archive. 2007
- Čajkovskij – Sinfonia n. 4 Archiviato il 30 ottobre 2011 in Internet Archive. 2008
- Šostakovič – Sinfonia n. 4 Archiviato il 30 ottobre 2011 in Internet Archive. 2008
- Holst – The Planets: suite Archiviato il 25 marzo 2011 in Internet Archive. 2008
- Vivaldi – Le quattro stagioni Archiviato il 22 ottobre 2011 in Internet Archive. 2008
- Mussorgsky/Ravel – Quadri da un'esposizione Archiviato il 30 ottobre 2011 in Internet Archive. 2008
- Sibelius – Sinfonia n. 5 Archiviato il 19 agosto 2011 in Internet Archive. 2010
- Dvořák – Sinfonia n. 9 (Dal Nuovo Mondo) Archiviato l'11 giugno 2011 in Internet Archive. 2010
- Debussy – La Mer Archiviato il 22 ottobre 2011 in Internet Archive. 2010

## Lavori propri
Le sue composizioni originali comprendono opere orchestrali, un balletto, un'opera da camera, canzoni e musica da camera, oltre a numerose partiture teatrali. È anche noto per le sue ricostruzioni di varie opere perdute e dimenticate di Dmitrij Šostakovič. Nel 2008 McBurney ha collaborato con il poeta scozzese Iain Finlay Macleod, il regista Kath Burlinson e la coreografa Struan Leslie ad un adattamento di The Silver Bough di F. Marian McNeill. Il lavoro risultante è stato prodotto dal British Youth Music Theatre all'Aberdeen International Youth Festival.

## Studioso e divulgatore
Come studioso ha pubblicato principalmente nel campo della musica russa e sovietica. Per 20 anni ha creato e presentato molte centinaia di programmi su BBC Radio 3 (la stazione di musica classica della British Broadcasting Corporation), nonché programmi occasionali per altre stazioni radio nel Regno Unito, in Europa e nell'ex Unione Sovietica.
Gerard McBurney ha scritto, studiato e presentato oltre due dozzine di film per documentari televisivi per i canali televisivi britannici e tedeschi, lavorando principalmente con il regista Barrie Gavin.

## Rifacimenti di Šostakovič
- Giustiziati con condizionale (1992)[1]
- Orango (2011)[2]

La sua ricostruzione del frammento operistico riscoperto di Šostakovič, Orango, è stata presentata per la prima volta dalla Filarmonica di Los Angeles nel dicembre 2011.